# Kloster Eldena (Elde)

Kloster Eldena auf einer Zeichnung des 17. Jahrhunderts

Das Kloster Eldena war ein Zisterzienser-Nonnenkloster im südwestmecklenburgischen Eldena. Das in der ersten Hälfte des 13. Jahrhunderts gegründete Kloster erwarb in den folgenden Jahrzehnten umfangreichen Grundbesitz in der Region. Patron des Klosters war Johannes der Täufer sancte Johannis baptiste (1333). Nach der Reformation wurde das Kloster durch einen Vertrag zwischen der letzten Priorin Margarete von Pentz und dem Herzog Ulrich von Mecklenburg säkularisiert. Die Klosterkirche brannte im Jahr 1830 ab; ein Teil ihrer Grundmauern wurde für die danach errichtete Johanneskirche des Ortes verwendet.

## Lage

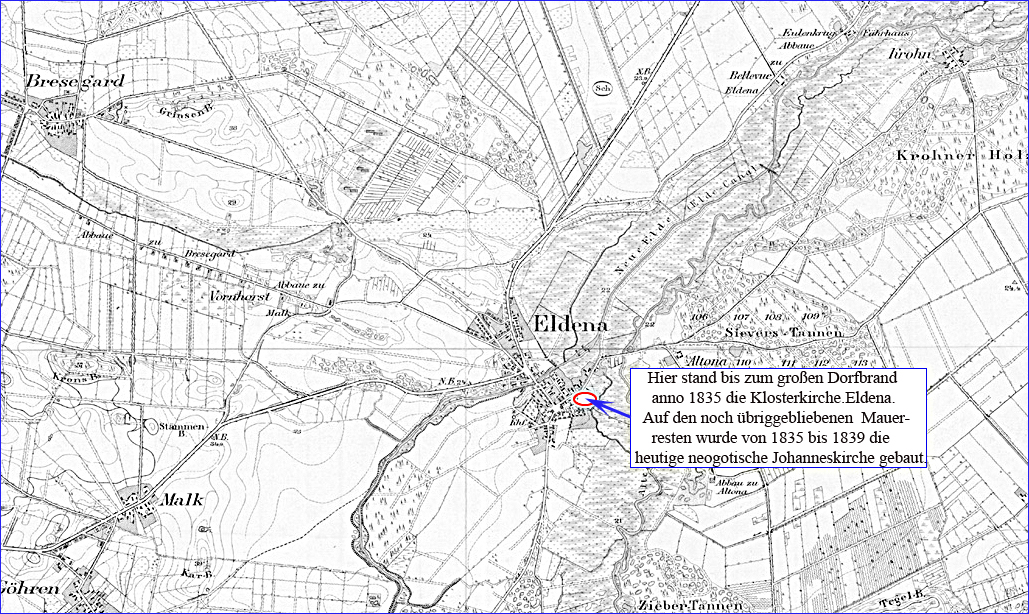
Lage des Klosters

Das Kloster lag im Südosten des Ortes Eldena, heute Kernort der gleichnamigen Gemeinde im Landkreis Ludwigslust-Parchim in Mecklenburg-Vorpommern. Die jetzige Dorfkirche entstand an Stelle der alten Klosterkirche. Zum Klosterbesitz gehörten Ländereien in einer Reihe von umliegenden Dörfern.

## Geschichte

Urkunde von 1291, in der Bischof Konrad von Ratzeburg die Privilegien des Klosters erneuert

Im Jahre 1185 wurde dem Bistum Ratzeburg der rechtselbische Teil der Grafschaft Dannenberg zugesprochen. Im Hagenower Vertrag von 1190 wurden die Vereinbarungen zwischen Grafschaft und Bistum konkretisiert. In den folgenden Jahren dehnten beide Seiten ihre Herrschaft auf die wendischen Länder Jabel und Wehningen aus, deutsche Siedler pachteten dort Land.
In Eldena gründete Bischof Gottschalk von Ratzeburg ein Zisterzienserinnenkloster nach den Regeln des heiligen Benedikt. In späterer Literatur wurde es sowohl als Zisterzienserinnen- als auch Benediktinerinnenkloster bezeichnet. Mutterkloster war das Kloster Amelungsborn. Das genaue Stiftungsjahr ist nicht bekannt, da der Fundationsbrief beim Brand der ersten Klostergebäude im Jahr 1290 vernichtet wurde. Sicher ist, dass die Gründung des Klosters in die Amtszeit von Bischof Gottschalk zwischen 1228 und 1235 datiert werden kann.
Aus der ältesten erhaltenen Urkunde von 10. August 1259 geht hervor, dass Graf Adolf von Dannenberg einen jährlichen Anteil von zwei Wispeln Malz aus der Mühle Dömitz dem Kloster zu Eldena überließ. Im Jahre 1290 wurde das Kloster bei einem Brand zerstört, aber wieder aufgebaut. 1291 erneuerten Bischof Konrad von Ratzeburg und das Ratzeburger Domkapitel sowie die Grafen von Dannenberg die Privilegien des Klosters. Dem Archidiakonat Eldena unterstanden alle Kirchen zwischen Sude und Elde sowie weitere Ländereien bei Wittenburg, Gadebusch und Grevesmühlen.
Im Jahr 1307 schenkte Herzog Rudolf I. von Sachsen dem Kloster die Saline im nahegelegenen Ort Conow. Bis 1328 ging der ganzen Ort Conow in den Besitz des Klosters über. In den folgenden Jahren wuchs die Macht des Klosters weiter. Sein Einflussbereich ging über mecklenburgisches Gebiet hinaus bis in die Länder Lüneburg, Lenzen und Perleberg.
Bis zum beginnenden 16. Jahrhundert verlor das Kloster wieder an Einfluss, zum Besitz gehörten vor allem die Orte in der näheren Umgebung. 1527 beschwerte sich die damalige Priorin Antonia von Winterfeld, dass die Conower Saline ohne Achtung der Eigentumsrechte des Klosters an die mecklenburgischen Herzöge verkauft worden war. Im Jahr 1515 zerstörte erneut ein Brand das Hauptgebäude des Klosters, in dieser Zeit war Heinrich Möller Propst.

Westseite des Klosters, Zeichnung aus dem 17. Jahrhundert

Letzter Propst von Eldena war von 1529 der Domherr zu Stendal Joachim von Jetze. Von Jetze war Kanzler Herzog Albrechts VII. und ein erbitterter Gegner der Reformation. 1537 wurde auch das Kloster reformiert; bereits vorher wurde berichtet, dass „die Nonnen schon im J. 1535 mit Sehnsucht einen evangelischen Prädicanten verlangten“:

„Jungfrawen baten den vogt zu grabaw, er sold vns zu yhnen schicken. Alle Jungfrawen begern aus grundt yres herczen das reyne wort gottes vnd den rechten brauch des sacraments vnd beklagen sich fast höchlich, das sy keinen ewangelischen prediger haben, bytten vleissig E. g. vmb eynen ehrlichen, eltlichten, guetten predicanten, der sy mit lere vnd rechten brauch des sacraments konde versorgen. Darauff hat auch dy priorin sampt der ganczen samlung an mich eynen brieff geben, E. g. deshalben anzulangen   . Yr predicant, beichtvater, messhalter, sind alle heuchler vnd seelmorder vnd wold keiner fur vns erscheinen.“

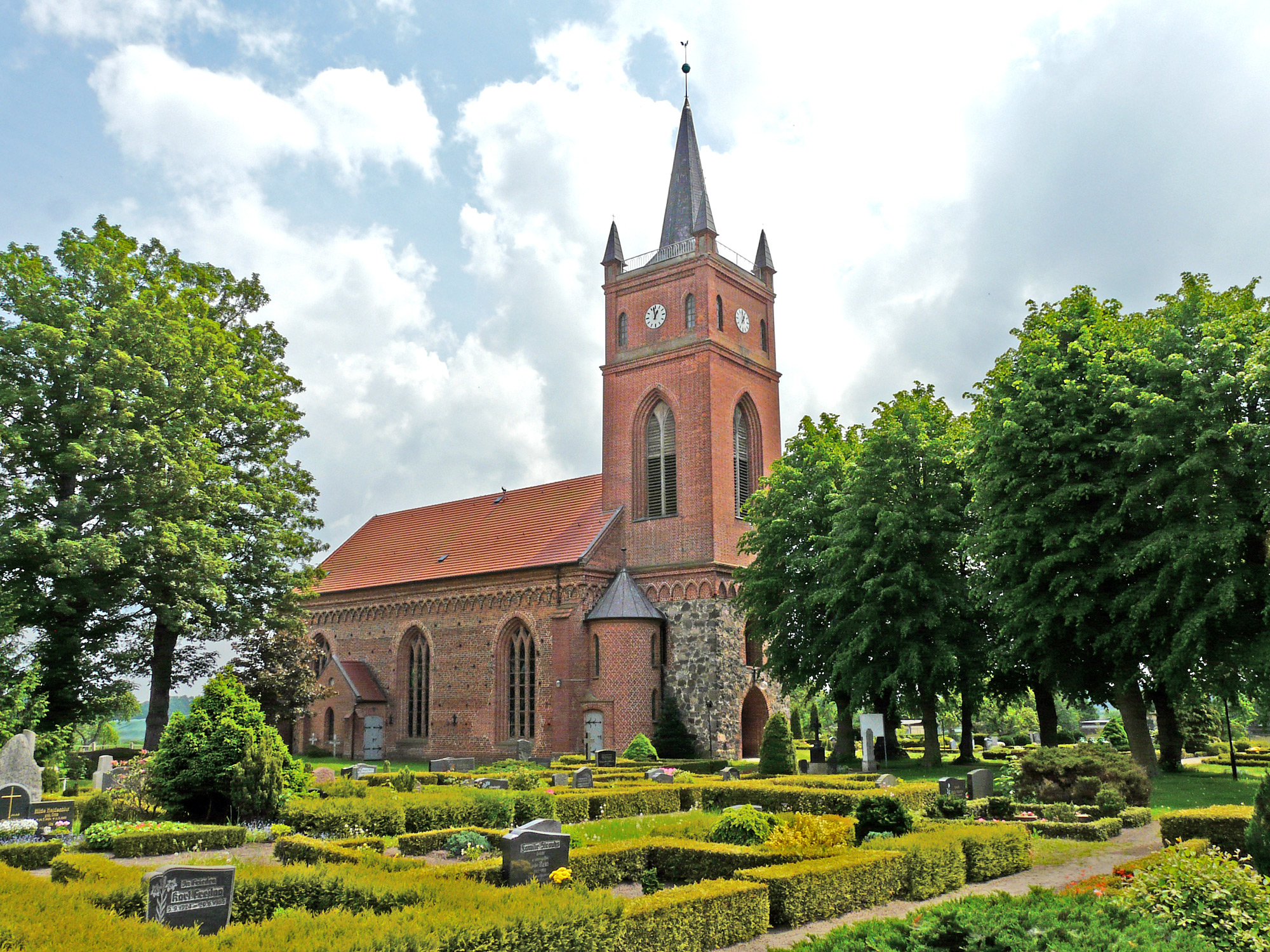
Johanneskirche mit den Umfassungsmauern der 1835 abgebrannten Klosterkirche

Im Jahr 1547 wurde Joachim von Jetze gemeinsam mit dem Eldenaer Pfarrer Dietrich abgesetzt und 1556 das Kloster säkularisiert. Zwei Jahre später schloss Herzog Ulrich von Mecklenburg eine Vereinbarung mit der Priorin des Klosters, Margarethe von Pentz, keine neuen Nonnen mehr aufzunehmen.
Eine genaue Zahl der Nonnen im Kloster gibt es nicht. Das Verzeichnis von 1578 nennt die Namen von 54 Nonnen, doch hier handelt es sich um eine von Anna Weisin aus dem Gedächtnis verfasste Liste mit Namen, die in den letzten Jahrzehnten im Kloster lebten.
Die Auflösung des Klosters erfolgte 1588. Eldena wurde nach der Säkularisation zum Sitz eines mecklenburgischen herzoglichen Amtes, das den früheren Güterbesitz des Klosters verwaltete. Der erste Verwalter der Klostergüter hieß Jakob Wolder. Zum Amt Eldena gehörten die sogenannten Wantzeberger, die Dörfer auf dem Wanzeberg westlich von Eldena und eine Reihe von weiteren Orten östlich und südlich von Eldena. Von 1734 bis 1787 war das Amt Eldena an Preußen verpfändet.

### Baulichkeiten

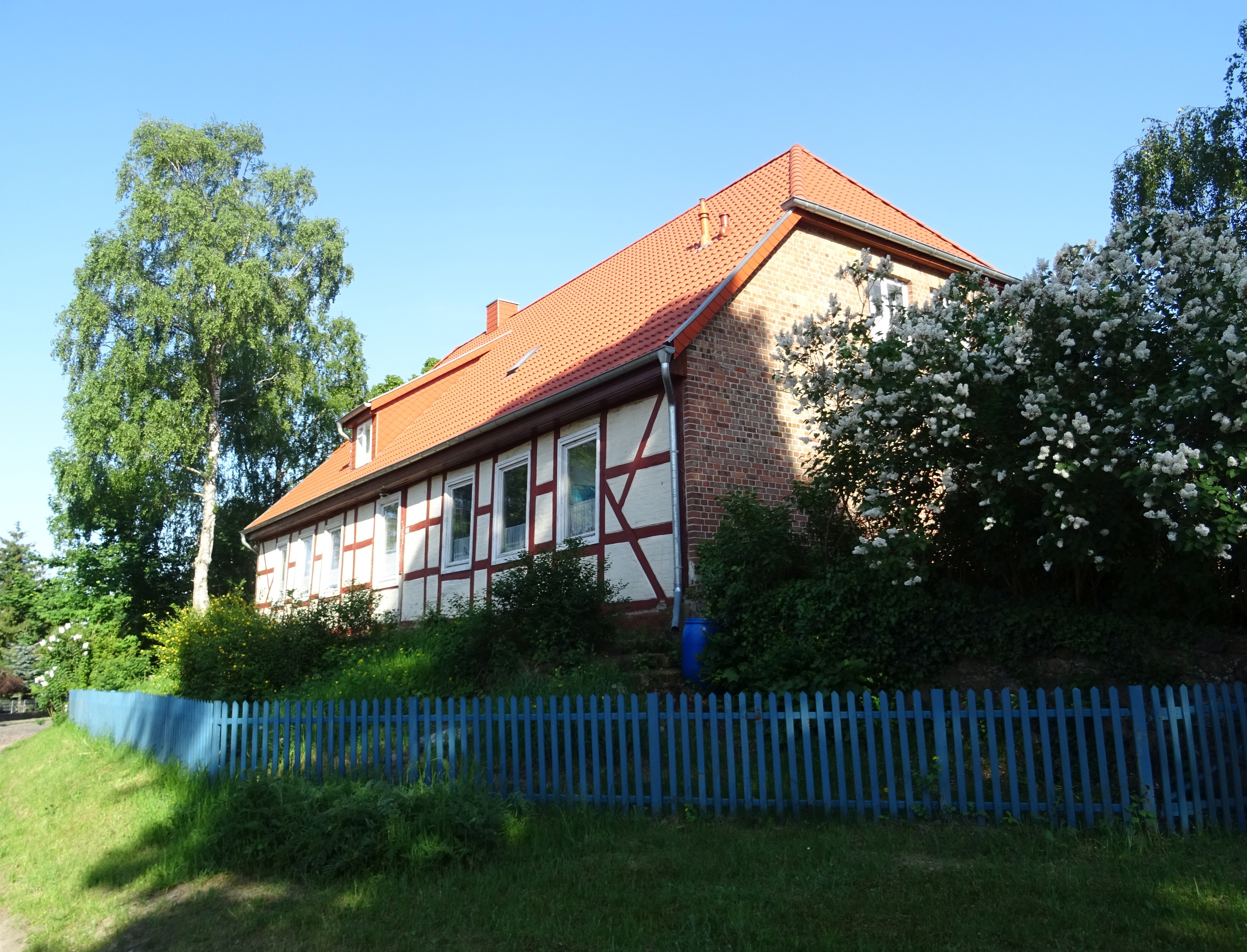
Haus Altonaer Straße 2a auf altem Gewölbekeller des Klosters.

Die gesamte Klosteranlage ist nach der Reformation mehrfach umgestaltet worden. Mit Ausnahme von einzelnen Teilen der Kirche ist kein klosterzeitlicher Baubestand erhalten. Gesicherte Erkenntnisse zum Aussehen des Klosters im Mittelalter lassen sich weder aus dem Baubestand noch aus den frühneuzeitlichen Beschreibungen ableiten.
Die Nachricht vom Brand des Klosters in der Bestätigungsurkunde Bischof Konrads I. von 1291 enthält zugleich den Hinweis auf die davon betroffenen Gebäude. Hieraus ist zu schließen, dass die erste Kirche und möglicherweise auch die gesamte ursprüngliche Klosteranlage aus Holz errichtet worden waren. Erst nach dem Brand entstand bis um 1300 der Backsteinbau, der den Kern de heutigen Kirche bildet.
Im Jahr 1718 wurden das Pfarrhaus, das Schulhaus, der Kirchturm und weitere Gebäude bei einem Brand zerstört, auch viele alte Urkunden verbrannten. Ein weiteres Feuer, der größte Brand in der Geschichte Eldenas, zerstörte 1835 auch das Gebäude der Klosterkirche. Anstelle der zerstörten Kirche wurde eine einschiffige neugotische Kirche mit stattlichem Westturm errichtet. In den Bau wurden die Umfassungswände des ursprünglichen, ebenfalls einschiffigen, gotischen Backsteinbaus einbezogen. Ein beim Neubau angelegtes übergroßes Rundbogenfries an der oberen Kante der erhaltengebliebenen Wände war für Friedrich Lisch „das einzige Bemerkenswerthe an der Kirche für die Geschichte der Baukunst und des Klosters“. Ebenfalls zum Ausbau des 19. Jahrhunderts gehören die spitzbogigen Fenster, die Lisch als „schon weit und spitzbogig, jedoch noch nicht schön und kühn“ charakterisierte. Von der Inneneinrichtung der ursprünglichen Klosterkirche blieb nichts erhalten.
Spuren von angrenzenden Gebäuden und von Eingängen weisen darauf hin, dass sich der Kreuzgang an der Südseite der Kirche befand. Die Klausur wurde vermutlich schon um 1600 abgebrochen.
Weitere Relikte des Klosters waren schon im 19. Jahrhundert nicht mehr zu finden. Auf der Denkmalliste des Landkreises Ludwigslust-Parchim ist ein Gewölbekeller des Klosters genannt. Er befindet sich unter dem Haus Altonaer Straße 2a. Der Keller unter dem auch „Kreih“ (Krähe) genannten Gebäude war möglicherweise Teil der Klosterbrauerei. Die mittlerweile zugemauerten Tore des Kellers waren so groß, dass ein voller Heuwagen in den Keller fahren konnte.

### Pröpste und Priorinnen

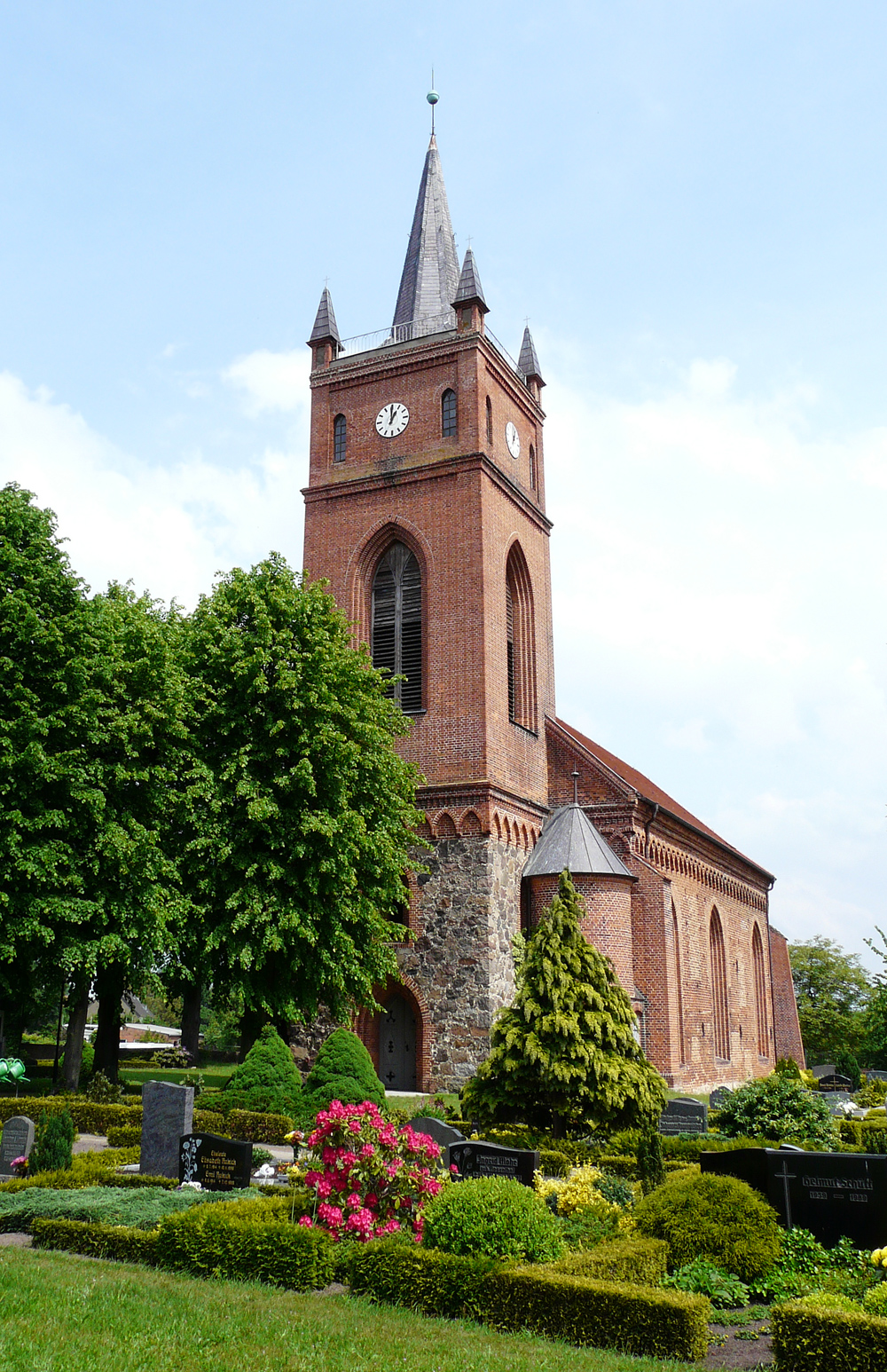
Ansicht der Johanneskirche aus südwestlicher Richtung

Die geistliche Leitung des Klosters hatte die Priorin (priorissa) inne. Die weltliche Leitung und juristische Verwaltung oblag dem Propst. Er wurde vom Konvent gewählt und vom Ratzeburger Bischof eingesetzt.

#### Priorinnen
Namen und Jahreszahlen bezeichnen die urkundlich nachweisbare Erwähnung als Priorin.
- 1329–1330 Eylika
- 1341–1348 Wybe (Wycburgis)
- 1370 0000 Alheyt Lassan
- 1348 Gertrud Gerdes
- 1350–1372 Gertrud von Halberstadt
- 1375–1382 Gertrud von Halberstadt[26]
- 1379 0000 Mechthild Kapelle
- 1390 0000 Dylinane
- 1392 0000 Katherina Ploten
- 1416–1431 Abele von Pentze
- 1442 0000 Heseke Stuken
- 1457–1464 Elisabeth Lutzowe
- 1468–1477 Elisabeth Restorp
- 1505 0000 Beca Ritzerow
- 1515 0000 Anna Streseke
- 1522 0000 Antonia (von) Lützow
- 1525 0000 Antonia (von) Winterfeld
- 1529 0000 Anna (von) Schack
- 1548–1558 Margarete von Pentz
- 1578 0000 Anna Weisin (kommissarisch)

#### Kämmerinnen
- 1346 Gertrud von Halberstadt

#### Kustodinnen
- 1346 Helene
- 1346 Ludgard Wackerbeck

#### Scholastica
- 1346 Adelheid von Lassan

#### Pröpste
Namen und Jahreszahlen bezeichnen die nachweisbare Erwähnung als Propst.
- 1241 erwähnt Hinricus (Heinrich)
- 1277–1295 Johannes
- 1321 erwähnt Werner
- 1325–1334 Rose, Rödiger (Rodingerus)
- 1339–1340 Hinricus Thune (Thun), nochmals erwähnt 1348.
- 1341 erwähnt Thidericus (Dietrich)
- 1343 erwähnt Hermann
- 1345–1348 Hinricus Munt (Heinrich Munt)
- 1349–1369 Heinrich Kolbow (seit 1347 Pfarrer in Conow)
- 1369–1380 Albert Conow (auch Kanzler unter Herzog Albrecht II.)
- 1389 erwähnt Luder
- 1392 erwähnt Hermann Valke
- 1400–1414 Ulrich von Lützow
- 1431–1447 Bertholdus van Dytten (Ditten)
- 1451–1481 Werner Gesevitze
- 1481–1483 Werner Reuentlow
- 1483–1485 Hermannus Sluter (zuvor Vikar in Dannenberg)
- 1504–1529 Hinrich Moller (danach Domherr in Güstrow)[28]
- 1529–1547 Joachim von Jetze (war 1512 jüngster Domherr in Stendal)
- 1548 erwähnt Heinrich Moller (kommissarisch)[29]
- 1557 erwähnt Johannes Novius, vorher in Unter Brüz.

### Siegel

Siegel des Konvents von Eldena

Das Siegel des Konvents ist von 1282/85 bis 1515 belegt.
Das runde 5,7 Zentimeter große Konventsiegel ist an einer Urkunde von 1345 erhalten. Es zeigt ein rückwärts blickendes Agnus Dei mit Heiligenschein und der Fahne des Täufers. Die Umschrift lautet: S' SCI IOHANNIS BAPTISTE IN ELDENA. Auf dem Revers von 1515 befindet sich zusätzlich ein Sekretsiegel in Form eines Monogramms.
Die Priorinnen und Pröpste führten individuelle Siegel, wenige sind erhalten geblieben. Das spitzovale Siegel mit der Umschrift HINRICI COLBOW PREPOSITI IN ELDENA von Heinrich Kolbow befindet sich an den Urkunden vom 29. August 1365, 1. Februar 1368 und 8. März 1369. Albert Conow führte am 14. Oktober 1369 ein spitzovales Siegel. Das Bild zeigt die Hl. Katharina mit Rad und Schwert. Das längsovale Siegel von Hermann Valke ist 1392 belegt. Das Bild zeigt Johannes den Täufer und das Agnus Dei, darunter im Dreipass den Johannesadler. Ein rundes, stark beschädigtes Siegel von Bertold von Ditten ist 1447 belegt. Ein rundes Siegel von Heinrich Möller ist 1515 belegt.

### Ungedruckte Quellen
- Landeshauptarchiv Schwerin
  - LHAS 1.5-4/5 Urkunden Kloster Eldena.
  - LHAS 2.12-3/2 Klöster und Ritterorden. Säkularisierte Klöster und Ordensniederlassungen, Benediktinerinnenkloster Eldena.
  - LHAS 2.12-3/5 Kirchenvisitationen.
  - LHAS 2.22-10/12 Domanialamt Grabow-Eldena.

### Gedruckte Quellen
- Mecklenburgisches Urkundenbuch (MUB)
- Mecklenburgische Jahrbücher (MJB)